# Bob Tisdall
Bob Tisdall (eigentlich Robert Morton Newburgh Tisdall; * 16. Mai 1907 in Nuwara Eliya, Ceylon; † 28. Juli 2004 in Nambour, Queensland, Australien) war ein vielseitiger Leichtathlet, der für Irland Olympiasieger wurde. Bei einer Körpergröße von 1,86 m hatte er ein Wettkampfgewicht von 74 kg.

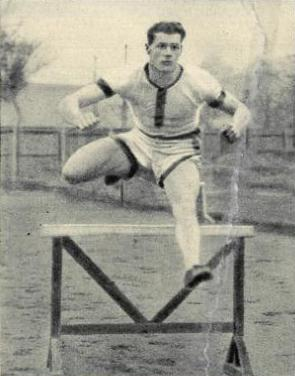
Bob Tisdall

## Leben

### Bis 1932
Bob Tisdall wuchs in Nenagh im County Tipperary als Sohn angloirischer Eltern auf. Er studierte in Cambridge und gewann 1931 im Vergleichskampf gegen Oxford über 440 Yards, über 120 Yards Hürden, im Weitsprung und im Kugelstoßen.
1932 bewarb er sich um einen Platz im irischen Olympiateam. Nachdem er über 440 Yards Hürden mit 54,2 Sekunden einen irischen Rekord aufgestellt hatte, wurde er für die Olympischen Spiele in Los Angeles nominiert. Dort trat er im 400-Meter-Hürdenlauf und im Zehnkampf an.

### Olympische Spiele 1932
Am 31. Juli 1932 gewann Tisdall zuerst seinen Vorlauf über die 400 Meter Hürden in 54,8 Sekunden und am gleichen Tag auch noch das Halbfinale in 52,8 Sekunden. Am 1. August 1932 fand dann das Finale statt. Im Feld waren der Olympiasieger von 1924 Morgan Taylor aus den Vereinigten Staaten, der mit 52,0 Sekunden auch den Weltrekord hielt, und der britische Olympiasieger von 1928 Lord Burghley.
Das Ergebnis lautete:
1. Bob Tisdall, Irland, 51,7 Sekunden
2. Glenn Hardin, USA, 51,9 Sekunden
3. Morgan Taylor, USA, 52,0 Sekunden
4. Lord Burghley, Großbritannien, 52,2 Sekunden

Tisdall war damit Olympiasieger. Weil er die letzte Hürde gerissen hatte, wurde seine Zeit aber nicht als Weltrekord anerkannt. Die Zeit von Hardin wurde auf 52,0 Sekunden gerundet und als Einstellung des Weltrekordes anerkannt.
Etwa eine Stunde nach dem Finale im 400-Meter-Hürdenlauf gewann Pat O’Callaghan den Hammerwurf, so dass der 1. August 1932 der erfolgreichste Tag in der Geschichte der irischen Leichtathletik wurde. Fünf Tage nach dem Hürdenfinale wurde Tisdall mit 7327,170 Punkten Achter im olympischen Zehnkampffinale.
Glenn Hardin gewann vier Jahre später olympisches Gold im 400-Meter-Hürdenlauf, so dass im Nachhinein das Finale von 1932 die Kuriosität aufweist, dass auf den ersten vier Plätzen vier Olympiasieger der gleichen Disziplin platziert waren.

### Nach 1932
1934 wanderte Tisdall nach Südafrika aus und arbeitete dort als Lehrer. Im Zweiten Weltkrieg diente er in einem Südafrikanischen Irischen Regiment, in dem er zum Major aufstieg. Später lebte Tisdall in Kenia, Rhodesien, Tansania und Irland. 1969 zog er mit seiner Frau Peggy nach Südaustralien und ließ sich dort als Farmer nieder. 2000 beteiligte sich Tisdall am olympischen Fackellauf. 2004 starb Tisdall, der zu diesem Zeitpunkt der älteste lebende Leichtathletik-Olympiasieger in einem Einzelwettbewerb war.